# Maź płodowa

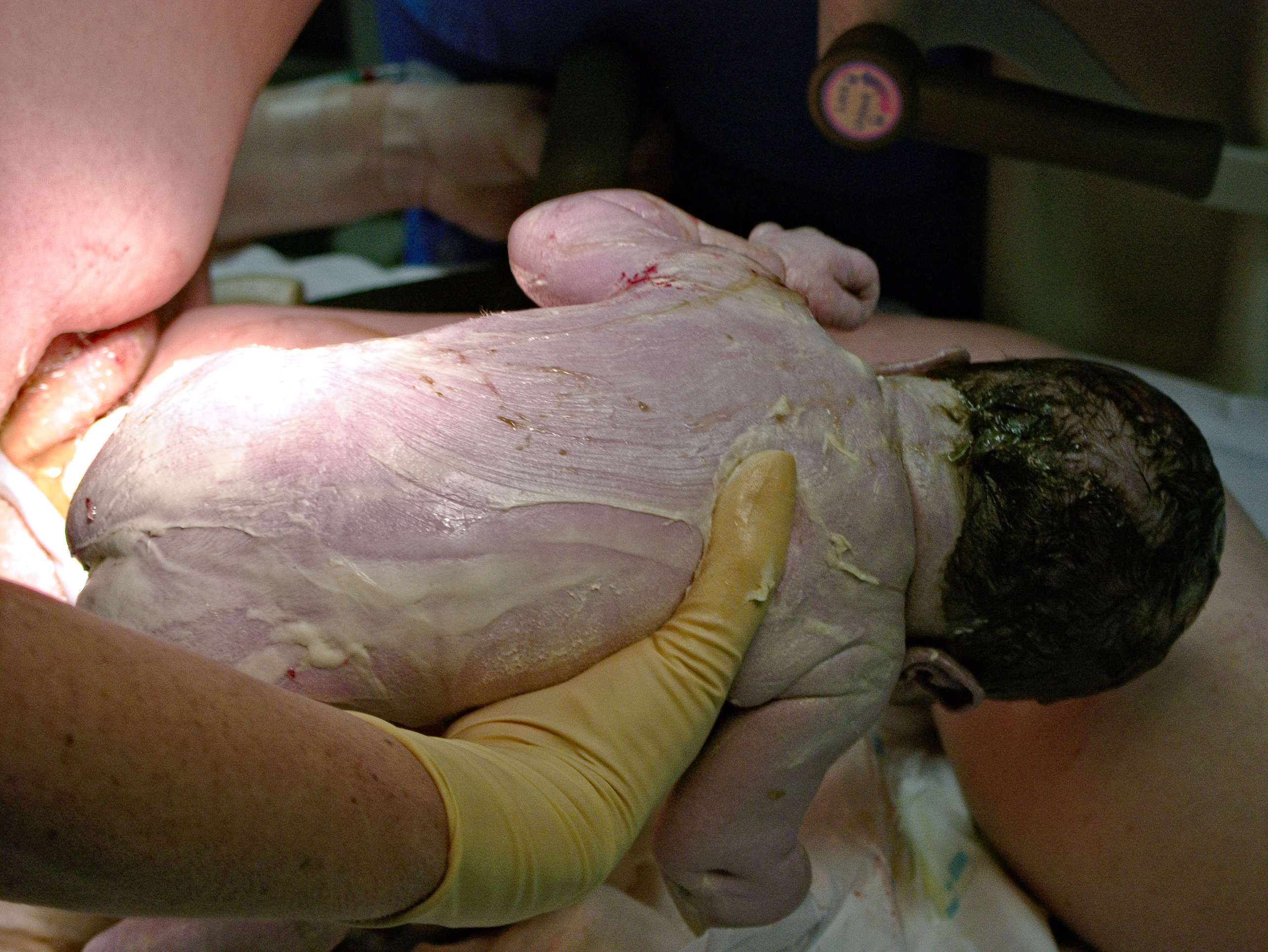
Maź płodowa na noworodku tuż po narodzinach

Maź płodowa, mazidło płodowe (łac. vernix caseosa) – gęsta, białożółta substancja pokrywająca skórę płodów u ssaków, składająca się z łoju, złuszczonych komórek nabłonka oraz wydzieliny komórek owodni.
Maź płodowa zawiera duże stężenie przeciwciał, a podczas rozwoju płodowego izoluje ona skórę od czynników infekcyjnych znajdujących się w płynie owodniowym. Chroni także przed brudem, zapobiega wysuszaniu skóry i zapewnia jej prawidłowe zakwaszenie, uniemożliwiając rozwój drobnoustrojów chorobotwórczych. W czasie porodu ułatwia ona przechodzenie dziecka przez kanał rodny.